# Araliopsis
Araliopsis es un género con cuatro especies de plantas de flores perteneciente a la familia Rutaceae. 

## Especies seleccionadas
- Araliopsis andamanica
- Araliopsis soyauxii
- Araliopsis tabouensis
- Araliopsis trifoliolata